# Hockey op de Olympische Zomerspelen 1992
Hockey is een van de sporten die beoefend werden tijdens de Olympische Zomerspelen 1992 in Barcelona. Het hockeytoernooi vond plaats in het Estadi Olímpic de Terrassa,

## Heren
De 12 deelnemende teams werden over twee groepen verdeeld, die een halve competitie speelden, de groepwinnaars en de nummers 2 plaatsten zich voor de halve finales, nummers 3 en 4 voor de strijd om de 5de plaats. 
Een van de deelnemende teams was het "Gezamenlijk team", bestaande uit sporters van voormalige Sovjet-republieken met uitzondering van de Baltische staten. Het team, dat was ontstaan door het uiteenvallen van de Sovjet-Unie in 1991, werd informeel het Gemenebest van Onafhankelijke Staten (GOS) genoemd, alhoewel Georgië pas in 1993 lid werd van het GOS. Het team droeg de naam "Equipe Unifiée", had de IOC-code "EUN" en voerde de olympische vlag. 

### Voorronde

#### Groep A
| datum      | tijd  | land             | uitslag | land             |
| ---------- | ----- | ---------------- | ------- | ---------------- |
| 26 juli    | 9:45  | Australië        | 7 – 0   | Argentinië       |
| 26 juli    | 16:00 | India            | 0 – 3   | Duitsland        |
| 26 juli    | 17:30 | Groot-Brittannië | 2 – 0   | Egypte           |
| 28 juli    | 9:45  | India            | 1 – 0   | Argentinië       |
| 28 juli    | 16:00 | Australië        | 5 – 1   | Egypte           |
| 28 juli    | 20:00 | Duitsland        | 2 – 0   | Groot-Brittannië |
| 30 juli    | 10:15 | Groot-Brittannië | 3 – 1   | India            |
| 30 juli    | 16:00 | Egypte           | 0 – 1   | Argentinië       |
| 30 juli    | 18:00 | Australië        | 1 – 1   | Duitsland        |
| 1 augustus | 9:45  | Duitsland        | 8 – 2   | Egypte           |
| 1 augustus | 18:00 | Argentinië       | 1 – 2   | Groot-Brittannië |
| 1 augustus | 20:00 | Australië        | 1 – 0   | India            |
| 3 augustus | 10:15 | Groot-Brittannië | 0 – 6   | Australië        |
| 3 augustus | 17:30 | India            | 2 – 1   | Egypte           |
| 3 augustus | 18:00 | Duitsland        | 2 – 1   | Argentinië       |

| Rang | Land             | Wed | W | G | V | DV | DT |     | Ptn |
| ---- | ---------------- | --- | - | - | - | -- | -- | --- | --- |
| 1    | Australië        | 5   | 4 | 1 | 0 | 20 | 2  | 18  | 9   |
| 2    | Duitsland        | 5   | 4 | 1 | 0 | 16 | 4  | 12  | 9   |
| 3    | Groot-Brittannië | 5   | 3 | 0 | 2 | 7  | 10 | -3  | 6   |
| 4    | India            | 5   | 2 | 0 | 3 | 4  | 8  | -4  | 4   |
| 5    | Argentinië       | 5   | 1 | 0 | 4 | 3  | 12 | -9  | 2   |
| 6    | Egypte           | 5   | 0 | 0 | 5 | 4  | 18 | -14 | 0   |

#### Groep B
| datum      | tijd  | land             | uitslag | land             |
| ---------- | ----- | ---------------- | ------- | ---------------- |
| 26 juli    | 10:15 | Spanje           | 3 – 0   | Nieuw-Zeeland    |
| 26 juli    | 18:00 | Pakistan         | 4 – 1   | Maleisië         |
| 26 juli    | 20:00 | Nederland        | 5 – 2   | Gezamenlijk team |
| 28 juli    | 10:15 | Gezamenlijk team | 7 – 3   | Maleisië         |
| 28 juli    | 17:30 | Pakistan         | 1 – 0   | Nieuw-Zeeland    |
| 28 juli    | 18:00 | Spanje           | 2 – 3   | Nederland        |
| 30 juli    | 9:45  | Pakistan         | 6 – 2   | Gezamenlijk team |
| 30 juli    | 17:30 | Nederland        | 4 – 3   | Nieuw-Zeeland    |
| 30 juli    | 20:00 | Spanje           | 5 – 2   | Maleisië         |
| 1 augustus | 10:15 | Nederland        | 2 – 3   | Pakistan         |
| 1 augustus | 16:00 | Nieuw-Zeeland    | 2 – 3   | Maleisië         |
| 1 augustus | 17:30 | Spanje           | 4 – 0   | Gezamenlijk team |
| 3 augustus | 9:45  | Nederland        | 6 – 0   | Maleisië         |
| 3 augustus | 16:00 | Gezamenlijk team | 1 – 2   | Nieuw-Zeeland    |
| 3 augustus | 20:00 | Spanje           | 1 – 6   | Pakistan         |

| Rang | Land             | Wed | W | G | V | DV | DT |     | Ptn |
| ---- | ---------------- | --- | - | - | - | -- | -- | --- | --- |
| 1    | Pakistan         | 5   | 5 | 0 | 0 | 20 | 6  | 14  | 10  |
| 2    | Nederland        | 5   | 4 | 0 | 1 | 20 | 10 | 10  | 8   |
| 3    | Spanje           | 5   | 3 | 0 | 2 | 15 | 11 | 4   | 6   |
| 4    | Nieuw-Zeeland    | 5   | 1 | 0 | 4 | 7  | 12 | -5  | 2   |
| 5    | Gezamenlijk team | 5   | 1 | 0 | 4 | 12 | 20 | -8  | 2   |
| 6    | Maleisië         | 5   | 1 | 0 | 4 | 9  | 24 | -15 | 2   |

### Plaatsingswedstrijden

#### 9de t/m 12de plaats
| datum      | tijd | land             | uitslag | land     |
| ---------- | ---- | ---------------- | ------- | -------- |
| 5 augustus | 9:15 | Argentinië       | 4 – 6   | Maleisië |
| 5 augustus | 9:45 | Gezamenlijk team | 4 – 2   | Egypte   |

#### 11de-12de plaats
| datum      | tijd | land       | uitslag | land   |
| ---------- | ---- | ---------- | ------- | ------ |
| 7 augustus | 9:30 | Argentinië | 7 – 3   | Egypte |

#### 9de-10de plaats
| datum      | tijd  | land     | uitslag | land             |
| ---------- | ----- | -------- | ------- | ---------------- |
| 7 augustus | 17:30 | Maleisië | 4 – 3   | Gezamenlijk team |

#### 5de t/m 8ste plaats
| datum      | tijd  | land             | uitslag | land          |
| ---------- | ----- | ---------------- | ------- | ------------- |
| 5 augustus | 16:30 | Groot-Brittannië | 3 – 2   | Nieuw-Zeeland |
| 5 augustus | 19:00 | Spanje           | 2 – 0   | India         |

#### 7de-8ste plaats
| datum      | tijd  | land          | uitslag | land  |
| ---------- | ----- | ------------- | ------- | ----- |
| 6 augustus | 17:00 | Nieuw-Zeeland | 2 – 3   | India |

#### 5de-6de plaats
| datum      | tijd  | land             | uitslag | land   |
| ---------- | ----- | ---------------- | ------- | ------ |
| 6 augustus | 19:30 | Groot-Brittannië | 1 – 2   | Spanje |

### Halve Finales
| datum      | tijd  | land      | uitslag | land      |
| ---------- | ----- | --------- | ------- | --------- |
| 5 augustus | 17:30 | Australië | 3 – 2   | Nederland |
| 5 augustus | 20:00 | Pakistan  | 1 – 2   | Duitsland |

### Bronzen Finale
| datum      | tijd  | land      | uitslag | land     |
| ---------- | ----- | --------- | ------- | -------- |
| 8 augustus | 17:00 | Nederland | 3 – 4   | Pakistan |

### Finale
| datum      | tijd  | land      | uitslag | land      |
| ---------- | ----- | --------- | ------- | --------- |
| 8 augustus | 19:30 | Australië | 1 – 2   | Duitsland |

### Eindrangschikking
| rang   | land | sporter(s) |
| ------ | ---- | --- |
| Goud   | GER  | Michael Knauth, Christopher Reitz, Jan-Peter Tewes, Carsten Fischer, Christian Blunck, Stefan Saliger, Michael Metz, Christian Mayerhöfer, Sven Meinhardt, Andreas Keller, Michael Hilgers, Andreas Becker, Stefan Tewes, Klaus Michler, Volker Fried, Oliver Kurtz                                                                                               |
| Zilver | AUS  | Warren Birmingham, David Wansbrough, John Bestall, Lee Bodimeade, Ashley Carey, Stephen Davies, Damon Diletti, Lachlan Dreher, Lachlan Elmer, Dean Evans, Gregory Corbitt, Paul Lewis, Graham Reid, Jay Stacy, Ken Wark, Michael York |
| Brons  | PAK  | Shahid Ali Khan, Rana Mujahid Ali, Khalid Bashir, Anjum Saeed, Farhad Hassan Khan, Khawaja Muhammad Junaid, Muhammad Qamar Ibrahim, Tahir Zaman, Muhammad Asif Bajwa, Shahbaz Ahmed, Wasim Feroze, Mansoor Ahmed, Muhammad Akhlaq Ahmad, Muhammad Khalid, Musaddiq Hussain, Muhammad Shahbaz                                                                      |
| 4      | NED  | Frank Leistra, Harrie Kwinten, Cees Jan Diepeveen, Pieter van Ede, Bastiaan Poortenaar, Wouter van Pelt, Marc Delissen, Jacques Brinkman, Gijs Weterings, Stephan Veen, Floris Jan Bovelander, Hendrik Jan Kooijman, Bart Looije, Maarten van Grimbergen, Leo Klein Gebbink, Taco van den Honert                                                                  |
| 5      | ESP  | Santiago Grau, Ignacio Escudé, Joaquin Malgosa, Miguel Ortego, Juantxo García, Jaime Amat, Jordi Avilés, Pedro Jufresa, José Antonio Iglesias, Xavi Escudé, Xavi Arnau, Victor Pujol, Juan Dinares, David Freixa, Pablo Usoz, Ramón Jufresa |
| 6      | GBR  | Sean Rowlands, David Luckes, Stephen Martin, Paul Bolland, Simon Nicklin, Jon Potter, Jason Laslett, Rob Hill, Stephen Batchelor, Russell Garcia, John Shaw, Robert Thompson, Sean Kerly, Robert Clift, Jason Lee, Donald Williams |
| 7      | IND  | Subbaiah Anjaparavanda, Cheppudira Subbaih Poonacha, Rai Jagdev Singh, Harpreet Singh, Sukhjit Singh, Shaqeel Ahmed, Mukesh Kumar Nandanoori, Felix Sebastan Jude, Jagbir Singh, Pillay Dhanraj, Didar Singh, Ashish Kumar Ballal, Pargat Singh, Ravi Nayakar, Darryl Aloysious D'Souza, Lakra Ajit                                                               |
| 8      | NZL  | Peter Daji, Brett Leaver, David Grundy, Scott Hobson, Donald McLeod, Peter Miskimmin, Paresh Patel, David Penfold, John Radovonich, Craig Russ, Gregory Russ, Umesh Parag, Jamie Smith, Anthony Thornton, Scott Anderson, Ian Woodley |
| 9      | MAS  | Ahmad Fadz Zainal Abidin, Paul Lopez, Tai Beng Hai, Suriaghandi Suppiah, Lim Chiow Chuan, Sarjit Sing, Gary Fidelis, Brian Siva, Shankar Ramu, Nor Saiful Zaini Nasiruddin, Dharmaraj Kanniah, Mohamad Abdul Hadi, Mirnawan Nawami, Lailin Abu Hassan, Soon Mustafa Bin-Karim, Aanantha Sambu Mayavu                                                              |
| 10     | EUN  | Vladimir Plesjakov, Viktor Depoetatov, Igor Joeltsjijev, Sos Airapetjan, Joeri Safonov, Vladimir Antakov, Jevgeni Netsjajev, Aleksandr Krasnojartsev, Viktor Soechich, Sergej Plesjakov, Berichazy Seksenbajev, Aleksandr Domatsjev, Sergej Barabasjin, Oleg Chandajev, Igor Moelladsjanov, Sergej Machotkine                                                     |
| 11     | ARG  | Emanuel Roggero, Marcelo Garraffo, Adrian Mandarano, Diego Allona, Rodolfo Perez, Edgardo Pailos, Fernando Falchetto, Alejandro Siri, Carlos Geneyro, Gabriel Minadeo, Fernando Ferrara, Pablo Moreira, Aldo Ayala, Martin Sordelli, Daniel Ruiz, Pablo Lombi |
| 12     | EGY  | Mohamed Elsayed Tantawy, Ibrahim Mahmoud Tawfik, Husan Mohamed Hassan, Hisham Mostafa Korany, Gamal Fawzi Mohamed, Abdelkhlik Abo Elyazid, Magdy Ahmed Abdulla, Gamal Ahmed Abdulla, Ashraf Shafik Gindy, Gamal Amin Abdelgany, Amro Elsayed Osman, Ehab Mostafa Mansour, Mohamed Saied Abdulla, Amro Elsayed Mohamady, Mohamed Samir Mohamed, Wael Fahim Mostafa |

## Dames
De 8 deelnemende teams werden over twee groepen verdeeld, die een halve competitie speelden, de groepwinnaars en de nummers 2 plaatsten zich voor de halve finales, nummers 3 en 4 voor de strijd om de 5de plaats.

### Voorronde

#### Groep A
| datum      | tijd  | land      | uitslag | land      |
| ---------- | ----- | --------- | ------- | --------- |
| 27 juli    | 16:00 | Australië | 2 – 0   | Canada    |
| 27 juli    | 17:30 | Spanje    | 2 – 2   | Duitsland |
| 29 juli    | 17:30 | Australië | 0 – 1   | Duitsland |
| 29 juli    | 18:00 | Spanje    | 2 – 1   | Canada    |
| 2 augustus | 18:00 | Canada    | 0 – 4   | Duitsland |
| 2 augustus | 20:00 | Spanje    | 1 – 0   | Australië |

| Rang | Land      | Wed | W | G | V | DV | DT |    | Ptn |
| ---- | --------- | --- | - | - | - | -- | -- | -- | --- |
| 1    | Duitsland | 3   | 2 | 1 | 0 | 7  | 2  | 5  | 5   |
| 2    | Spanje    | 3   | 2 | 1 | 0 | 5  | 3  | 2  | 5   |
| 3    | Australië | 3   | 1 | 0 | 2 | 2  | 2  | 0  | 2   |
| 4    | Canada    | 3   | 0 | 0 | 3 | 1  | 8  | -7 | 0   |

#### Groep B
| datum      | tijd  | land          | uitslag | land             |
| ---------- | ----- | ------------- | ------- | ---------------- |
| 27 juli    | 18:00 | Nieuw-Zeeland | 0 – 5   | Zuid-Korea       |
| 27 juli    | 20:00 | Nederland     | 2 – 1   | Groot-Brittannië |
| 29 juli    | 16:00 | Zuid-Korea    | 1 – 3   | Groot-Brittannië |
| 29 juli    | 20:00 | Nederland     | 2 – 0   | Nieuw-Zeeland    |
| 2 augustus | 16:00 | Zuid-Korea    | 2 – 0   | Nederland        |
| 2 augustus | 17:30 | Nieuw-Zeeland | 2 – 3   | Groot-Brittannië |

| Rang | Land             | Wed | W | G | V | DV | DT |    | Ptn |
| ---- | ---------------- | --- | - | - | - | -- | -- | -- | --- |
| 1    | Zuid-Korea       | 3   | 2 | 0 | 1 | 8  | 3  | 5  | 4   |
| 2    | Groot-Brittannië | 3   | 2 | 0 | 1 | 7  | 5  | 2  | 4   |
| 3    | Nederland        | 3   | 2 | 0 | 1 | 4  | 3  | 1  | 4   |
| 4    | Nieuw-Zeeland    | 3   | 0 | 0 | 3 | 2  | 10 | -8 | 0   |

### Plaatsingswedstrijden

#### 5de t/m 8ste plaats
| datum      | tijd  | land      | uitslag | land          |
| ---------- | ----- | --------- | ------- | ------------- |
| 4 augustus | 9:30  | Australië | 5 – 1   | Nieuw-Zeeland |
| 4 augustus | 17:30 | Nederland | 2 – 0   | Canada        |

#### 7de-8ste plaats
| datum      | tijd | land          | uitslag | land   |
| ---------- | ---- | ------------- | ------- | ------ |
| 6 augustus | 9:30 | Nieuw-Zeeland | 0 – 2   | Canada |

#### 5de-6de plaats
| datum      | tijd  | land      | uitslag | land      |
| ---------- | ----- | --------- | ------- | --------- |
| 6 augustus | 17:30 | Australië | 2 – 0   | Nederland |

### Halve Finales
| datum      | tijd  | land       | uitslag | land             |
| ---------- | ----- | ---------- | ------- | ---------------- |
| 4 augustus | 17:00 | Duitsland  | 2 – 1   | Groot-Brittannië |
| 4 augustus | 19:30 | Zuid-Korea | 1 – 2   | Spanje           |

### Bronzen Finale
| datum      | tijd  | land             | uitslag | land       |
| ---------- | ----- | ---------------- | ------- | ---------- |
| 7 augustus | 17:00 | Groot-Brittannië | 4 – 3   | Zuid-Korea |

### Finale
| datum      | tijd  | land      | uitslag | land   |
| ---------- | ----- | --------- | ------- | ------ |
| 7 augustus | 19:30 | Duitsland | 1 – 2   | Spanje |

### Eindrangschikking
| rang   | land | sporter(s) |
| ------ | ---- | --- |
| Goud   | ESP  | Marívi González, Natalia Dorado, Virginia Ramírez, María Carmen Barea, Silvia Manrique, Nagore Gabellanes, María Ángeles Rodríguez, Sonia Barrio, Celia Corres, Elisabeth Maragall, Teresa Motos, Maider Tellería, Mercedes Coghen, Nuria Olivé, Anna Maiques, María Isabel Martínez                       |
| Zilver | GER  | Susie Wollschläger, Bianca Weiß, Tanja Dickenscheid, Susanne Müller, Nadine Ernsting-Krienke, Simone Thomaschinski, Irina Kuhnt, Anke Wild, Franziska Hentschel, Kristina Peters, Eva Hagenbäumer, Britta Becker, Caren Jungjohann, Christine Ferneck, Heike Lätzsch, Katrin Kauschke                      |
| Brons  | GBR  | Joanne Thompson, Helen Morgan, Lisa Bayliss, Karen Brown, Mary Nevill, Jill Atkins, Vickey Dixon, Wendy Fraser, Sandy Lister, Jane Sixsmith, Alison Ramsay, Jackie McWilliams, Tammy Miller, Mandy Nicholls, Kathryn Johnson, Susan Fraser                                                                 |
| 4      | KOR  | You Jae-sook, Han Keum-sil, Chang Eun-jung, Lee Seong-young, Lee Kui-joo, Son Jeong-im, Ro Young-min, Kim Kyung-ae, Lee Eun-kyung, Jang Dong-sook, Kwon Chang-sook, Yang Hea-sook, Lee Kyong-hei, Koo Mun-young, Lim Gae-sook, Jin Deok-san                                                                |
| 5      | AUS  | Kathleen Partridge, Christine Dobson, Liane Tooth, Alyson Annan, Juliet Haslam, Michelle Hager, Alison Peek, Lisa Powell, Lisa Naughton, Kate Starre, Sally Carbon, Jackie Pereira, Tracey Belbin, Rechelle Hawkes, Sharon Buchanan, Debbie Bowman-Sullivan                                                |
| 6      | NED  | Jacqueline Toxopeus, Carina Bleeker, Caroline van Nieuwenhuyze-Leenders, Annemieke Fokke, Cécile Vinke, Jeannette Lewin, Carina Benninga, Daniëlle Koenen, Ingrid Wolff, Mieketine Wouters, Martine Ohr, Florentine Steenberghe, Noor Holsboer, Helen Lejeune-van der Ben, Wietske de Ruiter, Carole Thate |
| 7      | CAN  | Deb Whitten, Gaye Porteous, Deb Covey, Rochelle Low, Tara Croxford, Sandra Levy, Sue Reid, Heather Jones, Candy Thomson, Bernadette Bowyer, Michelle Conn, Laurelee Kopeck, Joel Brough, Milena Gaiga, Sherri Field, Sharon Creelman                                                                       |
| 8      | NZL  | Elaine Jensen, Helen Shearer, Mary Clinton, Tina Bell-Kake, Christine Arthur, Shane Collins, Sapphire Cooper, Kylie Foy, Sue Duggan, Susan Furmage, Trudy Kilkolly, Anna Lawrence, Kieren O'Grady, Mandy Smith, Robyn Toomey, Kate Trolove                                                                 |

## Medaillespiegel
| Plaats | Land             | NOC    | Goud | Zilver | Brons | Totaal |
| ------ | ---------------- | ------ | ---- | ------ | ----- | ------ |
| 1      | Duitsland        | GER    | 1    | 1      | 0     | 2      |
| 2      | Spanje           | ESP    | 1    | 0      | 0     | 1      |
| 3      | Australië        | AUS    | 0    | 1      | 0     | 1      |
| 4      | Pakistan         | PAK    | 0    | 0      | 1     | 1      |
| 4      | Groot-Brittannië | GBR    | 0    | 0      | 1     | 1      |
| Totaal | Totaal           | Totaal | 2    | 2      | 2     | 6      |

Londen 1908 · 
Antwerpen 1920 · 
Amsterdam 1928 · 
Los Angeles 1932 · 
Berlijn 1936 · 
Londen 1948 · 
Helsinki 1952 · 
Melbourne 1956 · 
Rome 1960 · 
Tokio 1964 · 
Mexico-stad 1968 · 
München 1972 · 
Montréal 1976 · 
Moskou 1980 · 
Los Angeles 1984 · 
Seoel 1988 · 
Barcelona 1992 · 
Atlanta 1996 · 
Sydney 2000 · 
Athene 2004 · 
Peking 2008 · 
Londen 2012 · 
Rio de Janeiro 2016 · 
Tokio 2020 · 
Parijs 2024 · 
Los Angeles 2028 
Medaillewinnaars
Atletiek · Badminton · Basketbal · Boksen · Boogschieten · Gewichtheffen · Gymnastiek · Handbal · Hockey · Honkbal · Judo · Kanovaren · Moderne vijfkamp · Paardensport · Pelota (demonstratie) · Roeien · Rolhockey (demonstratie) · Schermen · Schietsport · Schoonspringen · Synchroonzwemmen · Taekwondo (demonstratie) · Tafeltennis · Tennis · Voetbal · Volleybal · Waterpolo · Wielersport · Worstelen · Zeilen · Zwemmen